# И. В. Сталин и К. Е. Ворошилов в Кремле
«И. В. Сталин и К. Е. Ворошилов в Кремле» (или «Иосиф Виссарионович Сталин и Климент Ефремович Ворошилов на прогулке в Кремле») — картина советского художника Александра Герасимова, созданная в 1938 году.
Современное местонахождение — Третьяковская галерея в Москве. В эпоху сталинизма эта картина (вместе с полотном Михаила Авилова «Приезд товарища Сталина в Первую Конную») была самой распространённой на репродукциях, с неё были сделаны многочисленные копии для государственных учреждений.
По мнению научного сотрудника Института Макса Планка (PhD, Берлин) Яна Плампера, картина является образцом соцреализма и культа личности в изобразительном искусстве.

## История создания
Картина была представлена на «Конкурс ИЗОГИЗ’а на лучший портрет товарища Сталина и его ближайших соратников» (о проведении конкурса было объявлено в 1937 году, размер первой премии составлял 20 000 рублей). Конкурс являлся закрытым, к участию в нём были приглашены только 50 художников. Работы могли быть исполнены «любой техникой», но они должны были иметь размер не менее 50 на 60 сантиметров и «удовлетворять требованиям репродуцирования массовой печати». Художникам было передано по 1500 рублей на расходы. Срок исполнения работы устанавливался в полгода. Произведения победителей должны были быть представлены на выставке в честь годовщины Октябрьской революции. В жюри входили: Алексей Стецкий, Платон Керженцев, Дмитрий Моор, Алексей Толстой, Лев Мехлис. Предлагаемые художникам темы включали: «портрет / бюст» Сталина, Сталин «на трибуне Чрезвычайного съезда Советов», «на трибуне Мавзолея», «с поднятой рукой на вечере открытия метро или на Съезде Советов „Вперёд к новым победам“», «На канале Москва-Волга», «среди детей, лётчиков, героев Советского Союза» и «В Парке культуры и отдыха им. Горького». Организаторы также установили список деятелей, с которыми мог быть изображён Сталин: Молотов, Каганович, Ворошилов, Калинин, Микоян и Ежов. Условия конкурса, однако, допускали и возможность самостоятельного определения темы, сами художники были «вправе предложить издательству собственную тему, не идущую вразрез с установкой конкурса».
Александр Герасимов был близок с семьёй Ворошилова. Он неоднократно писал портреты наркома. 27 декабря 1929 года Герасимов написал Ворошилову письмо с просьбой защитить его семью от раскулачивания. Ворошилов обратился за помощью к Председателю ЦИК СССР М. И. Калинину. Краткая записка наркома Калинину сохранилась. Семья художника не только избежала репрессий, но и сохранила за собой обширную усадьбу. Ворошилов познакомил художника со Сталиным. 6 июля 1933 года Герасимов (вместе с двумя другими художниками Исааком Бродским и Евгением Кацманом) провёл целый день на даче Сталина. Встреча проходила в дружеской атмосфере: беседовали, играли в городки, гости пообедали и поужинали с хозяином. В этот день Герасимов набросал в блокноте портрет Сталина.
Участники конкурса обеспечивались фотографиями и просмотром кинофильмов. Это была обычная практика того времени, с ней доктор философских наук Е. С. Громов связывает отсутствие изменений в облике Сталина на картинах после 1930-х годов; в более позднее время, по его мнению, художники ориентировались уже «на живописные образы, которые складывались в те же 30-е годы и считались каноническими». В 1930-е же годы хотя Сталин и не позировал художникам, но наиболее приближённые к нему художники получали возможность делать наброски во время выступлений Сталина. Исследователи предполагают, что и Герасимов работал по опубликованной в «Правде» 14 мая 1935 года фотографии А. Калашникова со Сталиным и Молотовым, гуляющими по Кремлю. Тем не менее Герасимов уверял, что тему он придумал сам:

«Я стал думать на эту тему [то есть о Сталине и Ворошилове], и пришла в голову мысль, что нужно написать их как олицетворение: один — Красной Армии; другой — всех народов. И в то же время в позах — выражение непоколебимости, уверенности. Эти позы должны представлять, что народы и Красная Армия — это одно и то же, один монолит… Мне нравилась серебристая гамма. И вдруг я подумал: чего же проще — написать их перед тем дворцом в Кремле, в котором происходят заседания правительства. Вот этот тротуар я хорошо помню. Они могли выйти, встать здесь, ждать автомобиля или смотреть на Москву. Со стороны идеологической было решено. Надо было сделать целый ряд эскизов, потому что серебристая гамма для меня была трудной, — я привык к мажорным краскам, а серый тон страшно трудный. Такое большое количество нюансов в нём, что я долго бился над этой картиной»— Ян Плампер. Алхимия власти. Культ Сталина в изобразительном искусстве
Сохранилась фотография, запечатлевшая Александра Герасимова за работой над картиной.
Картина получила в фольклоре ироничное название «Два вождя после дождя».

### Александр Герасимов о создании картины
В публичных выступлениях-вечерах в московском Центральном доме работников искусств Герасимов трижды обращался к истории картины: в ноябре 1938, в 1947 и в декабре 1949 годов. В 1938 году Герасимов рассказывал: «Я мог написать Сталина и других вождей с товарищем Сталиным, но я выбрал Сталина и Ворошилова, потому что писать портреты с фотографии, не видя людей, невозможно, фотография точно не передает лицо. Нужно хорошо знать человека, чтобы он был у вас в зрительной памяти, как живой. Тогда фотография поможет вам сохранить пропорцию, форму, а всё остальное вы должны дать от себя. Я имел высокую честь быть у товарища Сталина несколько раз. У товарища Ворошилова — много раз. Он мне позировал с натуры». Позднее, однако, Герасимов на вопросы о позировании Сталина для этой картины говорил и писал уклончиво: «Посчастливилось кратковременно беседовать в майские сумерки на опустевшей после демонстрации Кремлёвской набережной». Тогда же Герасимову задали вопрос о достоверности пейзажа на картине. Художник ответил: «Писан с натуры, но для композиции мне пришлось два характерных домика приблизить».
Во время выступления в 1947 году Герасимов настаивал, что он уже в 1937 году ощущал приближение войны: «…начал писать, когда уже на горизонте нависала война… Я назвал раньше эту картину „На страже мира“… Облака как бы предчувствовали то, что должно произойти. Видно, что будет весенняя гроза, что туча пронесётся, она не будет страшной и опять наступит ясный день». Германский историк Ян Плампер предполагает, что слова Герасимова о грозе натолкнули Владимира Садовеня, создателя текста для экскурсоводов Третьяковской галереи, к заключению о том, что тротуар, по которому идут Сталин и Ворошилов, влажен «от только что прошедшего дождя». Зрители, основываясь на трактовке Садовеня, дали этой картине своё название — «Два вождя после дождя». По-другому интерпретируют картину искусствоведы Мэттью Куллерне Боун и Брэндон Тейлор, авторы книги «Искусство Советов», хотя они также признают аллегорическое значение изображённой на полотне погоды. Они видят замысел Герасимова в изображении «штормового прошлого и голубого неба, пробивающегося сквозь облака». Опубликованная в 1941 году в № 2 журнала «Искусство» статья о лауреатах Сталинской премии «Праздник социалистической культуры» утверждала, что название «На страже мира» придумал не Александр Герасимов. По мнению автора статьи, так картину стали называть зрители.
В 1949 году Герасимов уже утверждал, что при создании картины он был вдохновлён картиной «Богатыри» Виктора Васнецова: «Сознаюсь, что эта картина всё время стояла перед моими глазами, там три богатыря, и здесь два богатыря — наших, советских стоят». Все три богатыря расположены, однако, анфас, а не в три четверти, и направление взглядов героев двух картин разное. Плампер считает, что трое былинных героев символизируют защиту русской земли, а взгляд Сталина и Ворошилова наделен двойным смыслом: бдительность по отношению к внешним врагам и устремлённость в светлое будущее.

### Версии картины
Известны три версии картины:
- Техника исполнения картины из собрания Третьяковской галереи — масляная живопись по холсту. Справа внизу имеется подпись автора и дата — «1938 А. Герасимов»[17]. Размер — 296 на 386 сантиметров[1] (в каталоге Третьяковской галереи 2009 года указывается 300 на 390[17]). Впервые картина экспонировалась на выставке, посвященной XX годовщине РККА и ВМФ. В 1939 году она была представлена на Международной художественной выставке «Мир завтрашнего дня» в Нью-Йорке (где получила гран-при[18]). В 1941 году картина Александра Герасимова была удостоена Сталинской премии I степени (100 000 рублей)[19]. В этом же году картина была приобретена Третьяковской галереей (инвентарный номер — 26611)[17]. Одним из основных достоинств картины искусствовед В. В. Садовень в 1940-е годы считал перерастание «портретной темы в историческую, решённую в монументальном плане»[20]. Наряду с полотном Герасимова I премия была также присуждена ещё двум полотнам — «На старом Уральском заводе» («Урал демидовский», 1937) Бориса Иогансона и портрету академика И. П. Павлова (1935) работы Михаила Нестерова[19]. 
 После XX съезда картина была изъята из залов Третьяковской галереи и перемещена в запасники. Позже она была выставлена уже в экспозиции на Крымском валу в разделе «Искусство XX века»[12].
- На выставке работ Александра Герасимова к его 135-летию (2016 год) в Государственном историческом музее был представлен палимпсест — картина «Колхозное стадо» (1959), написанная поверх одного из вариантов полотна «Сталин и Ворошилов в Кремле». Этот вариант был создан в 1930—40-е годы. Размер — 124 на 185,5 (левая часть была отрезана, её размер — 161 на 26) сантиметров. В 1956 году, когда Герасимов сложил с себя все официальные должности, в тамбовских газетах появились фотографии и сообщения о том, что художник работает в колхозе «Путь Ильича» Тамбовской области над новой картиной. В 1959 году картина была закончена, но на выставки не представлялась[21].

После смерти художника картина находилась в его мастерской, а в 1991 году была продана через Всесоюзное внешнеторговое объединение «Международная книга» в Италию. Искусствоведы аукциона MacDougall's, где выставлялась на продажу эта картина, характеризуют её как блестящий пример работы позднего творчества Александра Герасимова, свидетельство его почтения к достижениям импрессионизма:

«Мазки кисти Герасимова широкие и плотные, он уделяет большое внимание передаче изменяющихся эффектов природы на холст. Несмотря на солнце, на небе нависают серые облака, приближается шторм, и общая напряжённость охватывает стадо и доярок. Линия горизонта сдвинута вниз, создавая ощущение монументальности, наползающие зловещие облака, когда животные лениво лежат, разлёгшись по полю, нагнетают драму. Художник размещает фигуры животных и бидоны с молоком на узком переднем плане, что ещё больше увеличивает ощущение безграничности пространства»— Gerasimov Alexander. Herd on the Collective Farm. 80,000–120,000 GBP. MacDougall's Arts Ltd.
Картина путешествовала по частным коллекциям, неоднократно участвовала в крупных выставках («Искусство советского режима до перестройки (1930—1985)» в Галерее Марко Датрино, 1992; «Oт реализма к искусству» в Пушкинском доме, Лондон, июнь 2008, «„Веласкес Сталина“. Александр Герасимов и алхимия власти» в Галерее Леонида Шишкина, Лондон, 1 ноября — 5 декабря 2012), а в 2013 году вернулась в Москву и была отправлена на технологическую экспертизу. Под верхним красочным слоем был обнаружен ещё один — картина «И. В. Сталин и К. Е. Ворошилов в Кремле». Фигуры Сталина и Ворошилова и кремлёвская башня на ней были завершены, а городской пейзаж на заднем плане — не дописан. Художник использовал этот холст для написания «Колхозного стада», при этом отрезал нижнюю и левую части. На выставке 2016 года картина демонстрировалась с ранним слоем в верхней части и поздним — в нижней. На критиков полотно оказало впечатление произведения соц-арта. В архиве художника сохранился левый, отрезанный фрагмент изображения, который дополнял основное полотно. 
Причина создания палимпсеста неизвестна. Коллекционер и куратор московской выставки Герасимова в 2016 году Леонид Шишкин допускал два варианта. С одной стороны, так художник мог выразить своё отношение к сталинской эпохе. По другой версии у опального в то время художника просто не было большого холста, холсты передавались живописцам по разнарядке, их нельзя было купить в магазине.
- Ещё один вариант картины находится в частной коллекции в Москве (размер — 160 на 200 см). По данным технологической экспертизы он был написан Герасимовым в конце 1940-х — начале 1950-х годов. Работа была собственностью семьи художника до 1991 года, когда была продана также через Всесоюзное внешнеторговое объединение «Международная книга» итальянскому антиквару Марко Датрино. В архиве Герасимова есть данные, что художник планировал представить этот вариант на своей выставке к 50-летию творческой деятельности (конец 1956 года). Но XX съезд КПСС, прошедший в феврале этого года, помешал замыслу художника. В 1981 году картину доставили на выставку в Академию художеств уже к столетию автора, но вновь она не была допущена для демонстрации публике и простояла всю выставку в запасниках. От варианта 1938 года эта картина отличается меньшим размером, а также более светлым и ярким колоритом. Поздний вариант полотна стал более спокойным и торжественным[21].

- Александр Герасимов. И. В. Сталин и К. Е. Ворошилов в Кремле, 30-е —40-е XX века. Версия из частного собрания
- Александр Герасимов. Колхозное стадо, 1959 (после открытия нижнего красочного слоя). Частное собрание, Москва

## Сюжет и художественные особенности картины
С 1936 года Сталина чаще изображали одного, в противном случае его присутствие на картине обозначалось в виде живописного или скульптурного портрета на заднем плане. Доминирующим принципом организации пространства вокруг Сталина, по мнению искусствоведа Катерины Кларк, являлись концентрические круги. Пространственная структура полотна основана на системе концентрических кругов и на картине «Сталин и Ворошилов в Кремле» Александра Герасимова. Геометрический центр располагается на уровне обшлагов армейской шинели на сложенных руках Ворошилова, однако центральное место в структуре полотна принадлежит Сталину. Он изображен ближе к зрителю и поэтому выглядит более высоким (в реальности Сталин был гораздо ниже Ворошилова), рядом с ним, в первой концентрической зоне, находится только Ворошилов. Всем было известно, что он входит в «ближний круг». Полотно символически размыкает «ближний круг» в сторону зрителя, потенциально включая и его в число самых близких соратников Сталина. В следующие концентрические зоны попадают на картине: а) Кремлёвская башня и Кремлёвская стена (по мнению искусствоведа Катерины Кларк, художник идентифицирует Сталина и Ворошилова с этими оборонительными сооружениями, изображая их в непосредственной близости друг от друга), б) Москва-река, в) толпы людей на набережной за рекой, г) дальняя панорама Москвы.
На картине присутствуют одновременно «новая Москва», реконструированная по распоряжению Сталина («Дом правительства», Большой Каменный мост через Москву-реку у правого края картины, дымовые трубы позади них) и «старая Москва» (три купола православной церкви), которая отступила на задний план, что символизирует победу над царской Россией. Художник признавался, что Дом правительства специально был помещен на картину — Плампер предполагает, что как знак идеологической близости селившейся там партийной и творческой элиты к Сталину. По мнению Яна Плампера, на картине Герасимова Сталин выполняет роль сакрального центра всего советского космоса. Сакральность Сталина подчёркивается размером его фигуры, неподвижностью, отсутствием наград и званий. Ворошилов наделён регалиями высшего командного состава (например, маршальские звезды на петлицах), Сталин же в них не нуждается как сакральный центр общества, он одет чрезвычайно просто — в серую шинель, фуражку и армейские сапоги.
По мнению Плампера, Сталин служит на картине воплощением Советского государства, а Ворошилов — Красной армии. Таким образом, государство находится под защитой армии. Ещё одним символом защиты является ограда. За фигурой Ворошилова секция ограды отсутствует, давая возможность разглядеть Москву-реку и скопление людей на набережной. Сломанная ограда позволяет провести зрительную ось от Ворошилова к людям на набережной Москвы-реки, вводя мотив связи между двумя вождями и обществом. Дымовые трубы символизируют готовность советской индустрии к отражению агрессии внешнего врага.
В 1939 году художественный критик предположил, что взгляд Сталина направлен на конкретный объект: «Сталин и Ворошилов стоят на Кремлёвском холме, устремив взоры туда, где воздвигается грандиозный монумент в честь В. И. Ленина — Дворец Советов». В 1931 году на конкурсе проектов Дворца Советов победил проект Бориса Иофана, по нему здание 415-метровой высоты должна была венчать 80-метровая статуя Ленина. Дворец Советов, расположенный на месте крупнейшего в России собора Христа Спасителя, должен был стать самым высоким зданием в мире. Снос храма завершился в декабре 1931 года, в фундамент нового здания был залит бетон, а ближайшая станция метро получила название «Дворец Советов», но сам Дворец Советов так и не был построен. Плампер приводит два варианта трактовки такого взгляда: а) Ленин проторил путь к коммунизму (ещё не установленная статуя, на которую смотрят Сталин и Ворошилов), а Сталин завершает его дело и является его живым воплощением (фигура Сталина, пристально смотрящего на стройку), б) Сталин смотрит на Ленина как на воплощённое в человеке начало утопической новой эры. Ленин в этой версии олицетворяет поворотный момент истории.
Кандидат философских наук Вера Чайковская в своей монографии о соцреализме писала, что некогда полотно вызывало бурю восторгов. В настоящее время оно заслуживает лишь удаления из Третьяковской галереи и экспонирования в Государственном историческом музее как своеобразный «раритет» своего времени. Она цитировала доктора искусствоведения Глеба Поспелова, который писал о картине как «о всем надоевшей и беспомощной в художественном отношении».